# Корасон Акіно
Марія Корасон Сумулонг Кохуангко-Акіно, більше відома як Корасон Акіно (тагал. María Corazón Sumulong Cojuangco-Aquino, 25 січня 1933 — 1 серпня 2009) — президент Філіппін в 1986—1992 роках. Перша жінка-президент в Азії (не рахуючи Сун Цінлін, яка виконувала обов'язки президента Китаю).

## Життєпис
Народилася в провінції Тарлак в багатій сім'ї змішаного походження (філіппінського, китайського і іспанського) однією з шести дітей.
У 1948—1953 роках вчилася в США, отримала кваліфікацію вчительки математики і перекладачки з французької. Повернувшись на батьківщину, вступила на юридичний факультет філіппінського Далекосхідного університету.
У 1954 році одружилася з сином колишнього голови Національної Асамблеї Беніньо Акіно. Беніньо Акіно зробив успішну політичну кар'єру — в 1955 році став мером міста Консепсьйон, пізніше — губернатором провінції Тарлак, а 1967 року — сенатором. Весь цей час Корасон Акіно була домогосподаркою, народила п'ять дітей — син Беніньо Акіно III і чотири дочки.
У 1973 році президент Філіппін Фердинанд Маркос, побоюючись результату майбутніх президентських виборів, ввів воєнний стан і наказав заарештувати найвидніших опозиціонерів — у тому числі і Беніньо Акіно. Він провів під арештом 7 років, і в цей час стартувала політична кар'єра Корасон Акіно, що почалася з виступів на підтримку чоловіка і організації парламентської виборчої кампанії в 1978 році.
Після втручання президента США Джиммі Картера сенатор Акіно був звільнений з в'язниці і висланий з країни з сім'єю. У 1983 році він спробував повернутися в країну і був застрелений в аеропорту Маніли.
Політичну кар'єру Корасон Акіно почала в 1983 році після вбивства її чоловіка Беніньо Акіно. У 1986 році Акіно, яка очолила опозицію, виставила свою кандидатуру на виборах президента Філіппін. Переможцем виборів, що пройшли з великою кількістю порушень, був оголошений Маркос. Результати виборів були оскаржені опозицією, яку підтримали високопоставлені військові, і Маркос був вимушений піти у відставку.
25 лютого 1986 року Корасон Акіно очолила Філіппіни. Посаду глави країни Акіно займала протягом 6 років. За цей час на Філіппінах були проведені судова, аграрна і конституційна реформи. Керуватла країною, запроваджуючи політику примирення, але відчувала сильний тиск як справа (військової хунти), так і зліва (комуністичні виступи). Її земельна реформа була невдалою. У роки президентства Акіно на Філіппінах було вчинено сім невдалих спроб військового перевороту.
У 1986 році Корасон Акіно була названа журналом Time «жінкою року». У 1999 році Time включив Акіно в список найвпливовіших людей Азії XX століття.
Однак реформування економіки супроводжувалося численними зловживаннями, у тому числі самої Корасон Акіно. На президентських виборах 1992 року перемогу виборов генерал Фідель Рамос, кандидатуру якого як свого наступника підтримала Акіно.
Корасон Акіно померла 1 серпня 2009 у віці 76 років, за рік до смерті в неї виявили рак.

## Мовне питання в роки правління Корасон Акіно
У роки правління Акіно іспанська мова на Філіппінах, основна письмова і літературна мова країни протягом майже 400 років іспанського володарювання, практично вийшла з вжитку і була замінена англійською. Нібито сама Акіно пішла на пониження статусу іспанської мови свідомо, образившись на генерала Маркоса, який під час прес-конференції пожартував іспанською: «Corazon — si, aqui — no» (означає «серце у неї є, а ось розуму бракує»).
Іспанська мова була єдиною офіційною мовою країни в 1521—1898, потім одною з трьох офіційних разом з тагальською і англійською до 1973, але продовжувала вивчатися як обов'язковий шкільний предмет до 1986. Акція з відродження іспанської мови в країні почалася лише в 2008, коли президенткою Філіппін стала Глорія Макапагал-Арройо.